# Diaea ergandros
Diaea ergandros är en spindelart som beskrevs av Evans 1995. Diaea ergandros ingår i släktet Diaea och familjen krabbspindlar. Inga underarter finns listade i Catalogue of Life.